# Klavirska harmonika
Klavirska harmonika je vrsta harmonike, za katero so značilne črno-bele tipke, kot pri klavirju, ter basovski gumbi.
Klavirske harmonike so nastale konec 19. stoletja.. Sestavljajo jo črno-bele tipke, ki so lahko koščene ali iz navadnega lesa. Ima od 2-16 registrov, ki spreminjajo zvok harmonike. Zrak dovajamo s pomočjo meha. Z močjo vlečenja meha tudi uravnavamo glasnost(moč pritiska na same tipke ni pomembna). Večina harmonik ima pasove na zgornji in spodnji strani. Na levi strani ima harmonika od 40-120 basov. Ohišje je iz lesa. Igramo jo lahko samostojno, v orkestru, komornih skupinah ali korepetitivno. Klavirska harmonika je eden glavnih inštrumentov alpskega stila narodnozabavne glasbe.
Prva znana harmonika je iz leta 1907, ki so jo naredili iz slonovih kosti za ruskega carja.
Svetovno znan harmonikaš je bil Slavko Avsenik, s tradicijo pa nadaljuje tudi njegov vnuk (sin Grega Avsenika) Sašo Avsenik